# Bodenfelde
Bodenfelde er en by og en kommune i Landkreis Northeim, i den tyske delstat Niedersachsen.

## Geografi
Bodenfelde ligger ved sydenden af Naturpark Solling-Vogler i den øvre Weserdal. Byen ligger mellem Mittelgebirgeområdet Solling mod nord og Reinhardswald mod syd. Bodenfelde ligger nordøst for en langstrakt strækning med meandre i floden Weser, hvor den fra nord kommende Reiherbach munder ud.
Bodenfelde ligger mellem 105 og 145 moh. og er omgivet af det skovrige Weserbergland. Mod vest hæver det 224,7 meter høje Kahlberg sig. De højeste bjerge i nærheden af Bodenfelde er de mod nordøst liggende Kaltewarte (340,7 moh.) og mod nord ligger Hilmersberg (361,8 moh.) Bodenfelde er med et areal på omkring 20 km² den arealmæssigt mindste kommune i Landkreis Northeim.

## Inddeling
I kommunen ligger ud over hovedbyen Bodenfelde landsbyerne 	Nienover og Wahmbeck.